# ویتالیسیو سگوروس
ویتالیسیو سگوروس (اسپانیایی: Vitalicio Seguros‎) یک تیم دوچرخه‌سواری در کشور اسپانیا است.
این تیم در سال ۱۹۹۸ تأسیس و در سال ۲۰۰۰ منحل شده‌است. تیم ویتالیسیو سگوروس در سال ۱۹۹۹ قهرمان بخش تیمی جیرو دیتالیا شده‌است.